# Nathalie Nabert
Pour les articles homonymes, voir Nabert.
Nathalie Nabert, née en 1955, est une universitaire (lettres et spiritualité), écrivain, poétesse et librettiste française. Elle est la mère de la sculptrice Fleur Nabert-Valjavec.

## Notice biographique
Fille de militaire, elle passe son enfance en Algérie, alors en guerre. Docteur en lettres, doyenne de la Faculté de lettres de l'Institut catholique de Paris, elle y enseigne la littérature et la civilisation médiévale. Elle a publié une vingtaine d'ouvrages.
« D'une foi plutôt tiède » dans la première partie de sa vie, elle se convertit en 1988, lors d'une messe. Et, depuis, sa foi imprègne toute son œuvre. Bien qu'elle même laïque, mariée et mère de famille, elle s'est particulièrement consacrée à la diffusion de la spiritualité cartusienne ; elle a fondé en 1998 le Centre de Recherche et d'Études de Spiritualité Cartusienne (CRESC). Poétesse, elle rencontre René Char à l'Isle-sur-Sorgue, qui la confirme dans sa voie. Il lui écrit en 1973 : « La poésie bat dans votre cœur. Gardez-la car elle vous chérit. ».

## Librettiste
- Deux compositions de Thierry Escaich :
  - 1999 : Le Dernier Évangile (création en 2000)
  - 2025 : Te Deum pour Notre-Dame (création le 12 juin 2025)

## Distinction littéraire
- Prix des écrivains croyants 2005 pour Liturgie intérieure